# NHL 2004
NHL 2004 est un jeu vidéo de hockey sur glace développé par EA Black Box et publié par EA Sports sorti en 2003 sur Xbox, PlayStation 2 et Gamecube. Il est la création des studios d’Electronic Arts et reprend toutes les données de la saison 2003 de hockey de la Ligue nationale de hockey (joueurs, équipes…). Dany Heatley des Thrashers d'Atlanta figure sur la couverture du jeu.

## Accueil
- Jeux vidéo Magazine : 16/20 (GC)[1]
- Jeuxvideo.com : 16/20 (PC)[2] - 16/20 (PS2/XB/GC)[3]

## Postérité
Le jeu a fait l'objet de nombreux mods et mises à jour par les utilisateurs depuis sa sortie. Il est toujours mis à jour 20 ans après sa sortie,.